# District de Chipata

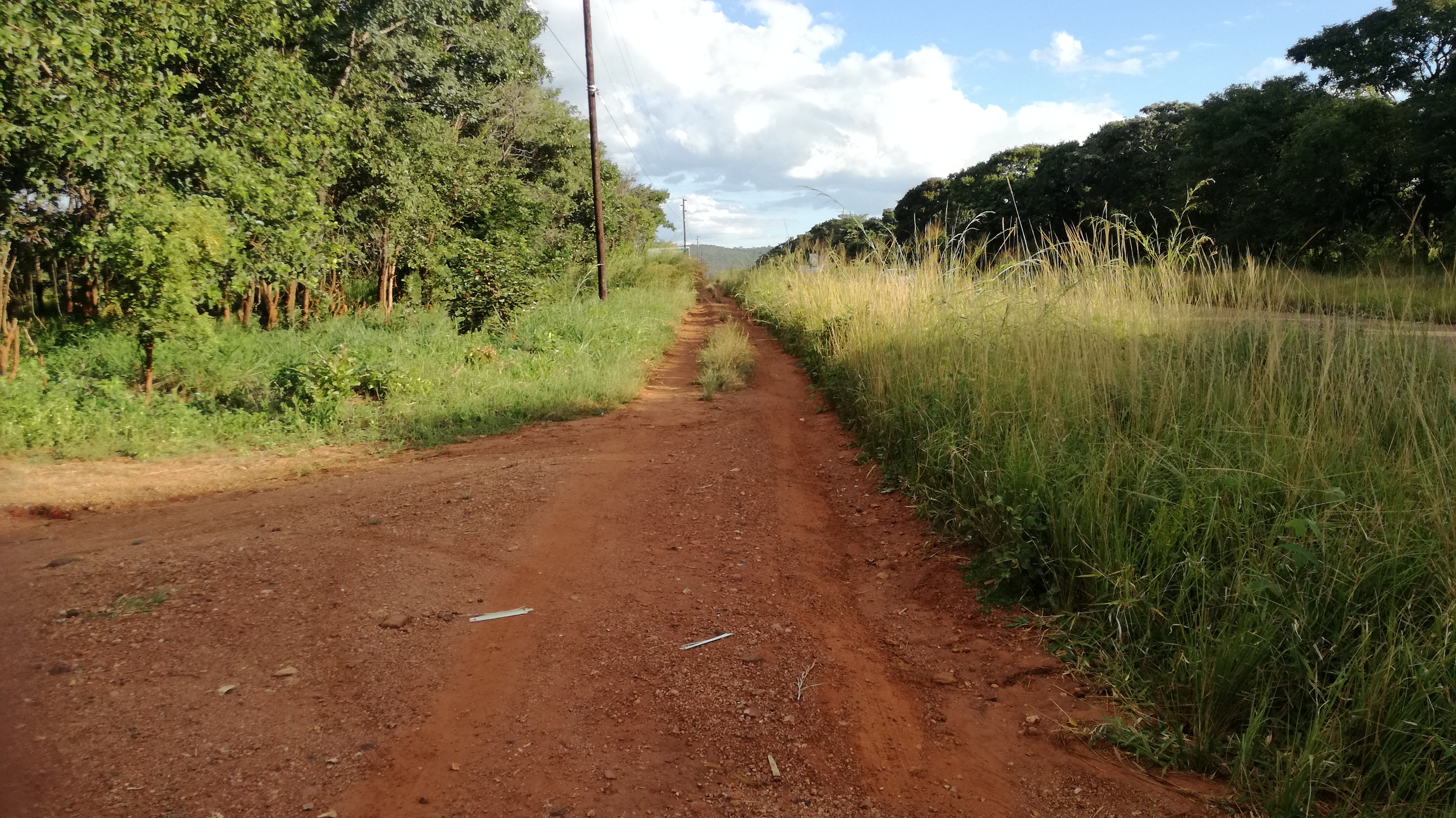
Petite route dans le district de Chipata.

Le district de Chipata est un district de Zambie, situé dans la Province Orientale. Sa capitale se situe à Chipata. Selon le recensement zambien de 2000, le district a une population de 367 539 personnes.